# Diaphus aliciae
Diaphus aliciae är en fiskart som beskrevs av Fowler, 1934. Diaphus aliciae ingår i släktet Diaphus och familjen prickfiskar. Inga underarter finns listade i Catalogue of Life.